# Zlatý glóbus za nejlepší ženský herecký výkon (komedie / muzikál)
Zlatý glóbus za nejlepší herečku v komedii nebo v muzikálu uděluje pravidelně od roku 1951 Asociace zahraničních novinářů v Hollywoodu (anglicky Hollywood Foreign Press Association zkratka HFPA) na slavnostním ceremoniálu Zlatých glóbů.
První oceněnou herečkou se 28. února 1951 stala Judy Hollidayová. Tři Glóby získala Rosalind Russell a Julie Andrewsová. Dvakrát za sebou zvítězily herečky Rosalind Russell a to v letech 1961 a 1962, Julie Andrewsová v letech 1964 a 1965 a Kathleen Turner v letech 1984 a 1985. Ve třech případech zvítězily v jednom roce hned dvě herečky. V roce 1957 to byly Taina Elg a Kay Kendall. Obě dvě herečky za muzikál Les Girls. V roce 1977 Diane Keatonová a Marsha Mason a v roce 1978 vyhrály Ellen Burstynová a Maggie Smithová.
Následující seznam obsahuje jména vítězných hereček a filmů, za které byly oceněné. Rok u jména znamená rok vzniku filmu; nikoliv rok, kdy se konal slavnostní ceremoniál. Má-li film český distribuční název, je uveden pod ním.

## Vítězové

### 1950–1960
- 1950: Judy Hollidayová – Včera narození
- 1951: June Allysonová – Too Young To Kiss
- 1952: Susan Haywardová – With a Song in My Heart
- 1953: Ethel Mermanová – Call Me Madam
- 1954: Judy Garlandová – Zrodila se hvězda
- 1955: Jean Simmonsová – Frajeři a saze
- 1956: Deborah Kerrová – Král a já
- 1957: Kay Kendallová & Taina Elgová – Děvčata
- 1958: Rosalind Russellová – Auntie Mame
- 1959: Marilyn Monroe – Někdo to rád horké
- 1960: Shirley MacLaine – Byt

### 1961–1970
- 1961: Rosalind Russell – A Majority Of One
- 1962: Rosalind Russell – Gypsy
- 1963: Shirley MacLaine – Sladká Irma
- 1964: Julie Andrewsová – Mary Poppins
- 1965: Julie Andrewsová – Za zvuků hudby
- 1966: Lynn Redgraveová – Dívka Georgy
- 1967: Anne Bancroftová – Absolvent
- 1968: Barbra Streisandová – Funny Girl
- 1969: Patty Dukeová – Já, Natálie
- 1970: Carrie Snodgress – Diary Of a Mad Housewife

### 1971–1980
- 1971: Twiggy – The Boy Friend
- 1972: Liza Minnelliová – Kabaret
- 1973: Glenda Jacksonová – Na úrovni
- 1974: Raquel Welchová – Tři mušketýři
- 1975: Ann-Margret – Tommy
- 1976: Barbra Streisandová – Zrodila se hvězda
- 1977: Diane Keatonová – Annie Hallová a Marsha Mason – Děvče pro zábavu
- 1978: Ellen Burstynová – Příští rok ve stejnou dobu a Maggie Smith – Apartmá v Kalifornii
- 1979: Bette Midler – Růže
- 1980: Sissy Spacek – První dáma country music

### 1981–1990
- 1981: Bernadette Peters – Pennies From Heaven
- 1982: Julie Andrewsová – Viktor, Viktorie
- 1983: Julie Waltersová – Rita
- 1984: Kathleen Turner – Honba za diamantem
- 1985: Kathleen Turner – Čest rodiny Prizziů
- 1986: Sissy Spacek – Zločiny srdce
- 1987: Cher – Pod vlivem úplňku
- 1988: Melanie Griffithová – Podnikavá dívka
- 1989: Jessica Tandy – Řidič slečny Daisy
- 1990: Julia Robertsová – Pretty Woman

### 1991–2000
- 1991: Bette Midler – For the Boys
- 1992: Miranda Richardson – Čarovný duben
- 1993: Angela Bassettová – Tina Turner
- 1994: Jamie Lee Curtis – Pravdivé lži
- 1995: Nicole Kidmanová – Zemřít pro
- 1996: Madonna – Evita
- 1997: Helen Hunt – Lepší už to nebude
- 1998: Gwyneth Paltrow – Zamilovaný Shakespeare
- 1999: Janet McTeerová – Toulavé boty
- 2000: Renée Zellweger – Sestřička Betty

### 2001–2010
- 2001: Nicole Kidmanová – Moulin Rouge
- 2002: Renée Zellweger – Chicago
- 2003: Diane Keatonová – Lepší pozdě nežli později
- 2004: Annette Beningová – Božská Julie
- 2005: Reese Witherspoonová – Walk The Line
- 2006: Meryl Streepová – Ďábel nosí Pradu
- 2007: Marion Cotillard – Edith Piaf
- 2008: Sally Hawkins – Happy-Go-Lucky
- 2009: Meryl Streepová – Julie a Julia
- 2010: Annette Beningová – Děcka jsou v pohodě

### 2011–2020
- 2011: Michelle Williamsová – Můj týden s Marilyn
- 2012: Jennifer Lawrenceová – Terapie láskou
- 2013: Amy Adamsová – Špinavý trik
- 2014: Amy Adamsová – Big Eyes
- 2015: Jennifer Lawrenceová – Joy
- 2016: Emma Stoneová – La La Land
- 2017: Saoirse Ronanová – Lady Bird
- 2018: Olivia Colmanová – Favoritka
- 2019: Awkwafina – Malá lež
- 2020: Jodie Fosterová – Mauritánec: Deník z Guantánama

### 2021–2030
- 2021: Rachel Zegler – West Side Story
- 2022: Michelle Yeoh – Všechno, všude, najednou
- 2023: Emma Stoneová – Chudáčci
- 2024: Demi Moore – Substance